# Предуралье
Предура́лье, также Западный Урал — территория, прилегающая к западному склону Урала, главным образом в бассейнах рек Кама и Печора, окраинная часть Восточно-Европейской равнины. В Предуралье расположены западные части Пермского края, Башкортостана, Удмуртии, Оренбургской области и республика Коми.
Предуралье входит в состав Приуралья.

## Характеристика
В северной части Предуралья расположена Печорская низменность, южнее — Верхнекамская возвышенность, Бугульминско-Белебеевская возвышенность и др. Большая часть Предуралья покрыта хвойными лесами, на юге к ним примешиваются (а местами преобладают) лиственные леса, на крайнем севере — тундра, на крайнем юге — степи, во многих местах распаханные. В Предуралье крупные месторождения нефти, газа, каменного угля (Тимано-Печорский нефтегазоносный бассейн, восточная часть Волго-Уральского нефтегазоносного бассейна).
Башкирское Предуралье имеет в своем основании древний докембрийский фундамент, который состоит из магматических и метаморфических пород. Поверхность фундамента состоит из Татарского, Пермско-Башкирского и Оренбургского сводов, им соответствуют следующие рельефы поверхности: Бугульминско-Белебеевская сильно расчлененная с останцами конусовидной формы (200—450 м над уровнем моря) возвышенность, Стерлибашевско-Федоровской возвышенность, Северные отроги Общего Сырта с низкими увалами (300—500 м над уровнем моря), Камско-Бельская равнина, Уфимское плато, Юрюзано-Айская равнина, Приайская равнина (200—350 м над уровнем моря).
На территории Предуралья РБ расположены бореально-лесная, широколиственно-лесная, лесостепная и степная зоны растительности.
В Предуралье много мелководных озёр с непроточной и иногда слабосолёной водой и рек (Кама, Печора, Белая с притоками).